# Efekt Schüfftana

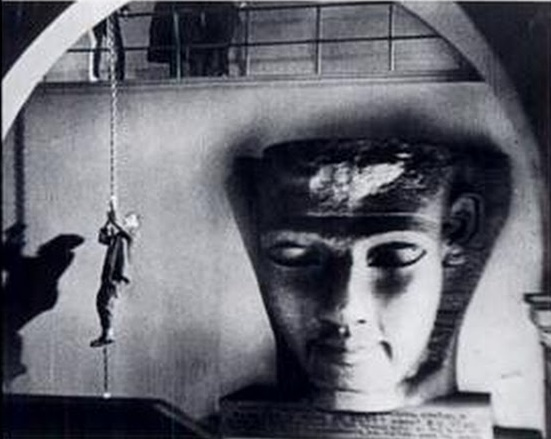
Efekt Schüfftana użyty przez Alfreda Hitchcocka w filmie Szantaż (1929)

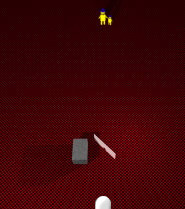
Ilustracja pokazująca ustawienie kamery i lustra w efekcie Schüfftana

Efekt Schüfftana – efekt specjalny stosowany w produkcji filmowej, trik scenograficzny stosowany w celu dogrania do kadru przedmiotów (np. miniatur budynków). Polega on na ustawieniu pod kątem 90° do obiektywu kamery obiektu, który ma być filmowany, i pod kątem 45° lustra. Następnie z lustra usuwa się powłokę odblaskową w tym miejscu, które ma nie odbijać przedmiotów zamocowanych nad kamerą − na tym fragmencie ekranu widoczne będzie to, co dzieje się za lustrem.
Nazwa efektu Schüfftana pochodzi od nazwiska wrocławskiego operatora filmowego Eugena Schüfftana, który wykorzystał go po raz pierwszy przy kręceniu filmu Metropolis (1927, reż. Fritz Lang).